# Club Deportivo Los Espartanos
Los Espartanos es un club de fútbol peruano, con sede en la ciudad de Pacasmayo, Departamento de La Libertad. Fue fundado en 1924 y participa en la Copa Perú, torneo que ganó en la edición 1984.

## Historia
Los Espartanos fue fundado el 20 de marzo de 1924 en la ciudad de Pacasmayo. En 1948 logró su primer título de la Liga de Pacasmayo, al que le siguió otros campeonatos distritales ganados en la segunda mitad de la década siguiente.
En 1966 fue nuevamente campeón de Pacasmayo lo que le permitió tomar parte de la primera edición de la Copa Perú. Fue eliminado en la Etapa Departamental de La Libertad, jugada de enero a marzo de 1967, donde terminó en cuarto lugar.
Bajo la presidencia del ingeniero Carlos Vera Luna y con la dirección técnica del "Tano" Bártoli, ascendió a la Primera División, luego de ganar en la finalísima de la Copa Perú 1984, a los clubes Bella Esperanza, Guardia Republicana, Universitario de Tacna, Deportivo Educación, y el Alianza Atlético Sullana. Ya en la profesional, durante el torneo de 1985, tuvieron figuras destacadas como Hugo Sotil, Carlos Carbonell y Jorge Arrelucea, quienes demostraron ser piezas claves del equipo rojo. La escuadra pacasmayina se consagraron subcampeones de la zona Regional Norte, después del Carlos A. Mannucci, que permitieron la clasificación al Torneo Descentralizado, en el cual ocupó la sexta plaza y el derecho a disputar la liguilla final, culminando en el tercer lugar, seguido del UTC y Universitario, que se ubicaron segundo y primero respectivamente. 
En el campeonato de 1986, jugaron nuevamente la Regional Norte, ocupando la cuarta plaza, y el acceso a definir un play off ante el Sport Boys, clasificatorio al Campeonato Descentralizado, quedando eliminado por el elenco chalaco. Al no clasificar al Descentralizado, según las bases del torneo de aquel entonces, debían jugar una serie de play offs en el torneo de Intermedia 1986 ante equipos provenientes de la Copa Perú para ganar un cupo en la Regional del siguiente año, el cual no logró, por lo que se despidió de la máxima división del fútbol peruano. En 1987 jugó la Etapa Regional de la Copa Perú donde enfrentó en su grupo a 15 de Setiembre y Asociación Deportiva Agropecuaria pero quedó eliminado y retornó a su liga de origen.
Descendió en su liga en 1989, para luego estar inactivo hasta que regresó a la Segunda Distrital en 1997 y logró el ascenso en el torneo siguiente. Participó en la Primera Distrital hasta el año 2000 cuando terminó en último lugar y al año siguiente quedó nuevamente inactivo al no participar de la Segunda distrital. En 2012 volvió a la actividad y logró el retorno a la Primera distrital. En 2016 obtuvo el subcampeonato distrital y llegó hasta la Etapa Provincial de Pacasmayo siendo eliminado en la segunda fase por Alianza Guadalupe. Tas un nuevo periodo de inactividad, jugó en la Segunda distrital en 2023 donde no logró el ascenso y a partir del año siguiente dejó de competir en torneos oficiales.

## Estadio
El Estadio Municipal de Pacasmayo, escenario deportivo cuyo propietario es la Municipalidad distrital de Pacasmayo, fue el lugar donde el Club Los Espartanos desarrolló sus encuentros como local. En el recinto se juegan las ligas distritales de Segunda y Primera División de Pacasmayo, así como los partidos de la Copa Perú, de acuerdo a la campaña clasificatoria que realizan sus equipos representativos.

## Datos del club
- Temporadas en Primera División:  2 (1985-1986).
- Mayor goleada conseguida:
  - En campeonatos nacionales de local: Los Espartanos 7:0 Alfonso Ugarte (Puno) (1985).
  - En campeonatos nacionales de visita:
- Mayor goleada recibida:
  - En campeonatos nacionales de local:
  - En campeonatos nacionales de visita:

## Entrenadores
- Alberto Talavera (1983)
- Vito Andrés Bártoli (1984-1985). Campeón Copa Perú 1984.
- Hugo Sotil (1985)
- Carlos Carbonell (1986)

## Palmarés

### Torneos nacionales
| Competición nacional | Títulos | Subcampeonatos |
| -------------------- | ------- | -------------- |
| Copa Perú (1/0)      | 1984.   |                |

### Torneos regionales
| Competición regional                    | Títulos                                                                                         | Subcampeonatos                      |
| --------------------------------------- | ----------------------------------------------------------------------------------------------- | ----------------------------------- |
| Liga Departamental de La Libertad (1/1) | 1983.                                                                                           | 1979.                               |
| Liga Provincial de Pacasmayo (3/2)      | 1978, 1979, 1983.                                                                               | 1975, 1977.                         |
| Liga Distrital de Pacasmayo (16/6)      | 1948, 1956, 1958, 1959, 1966, 1968, 1971, 1972, 1975, 1976, 1977, 1978, 1979, 1980, 1981, 1983. | 1949, 1967, 1973, 1974, 1982, 2016. |
| Segunda Distrital de Pacasmayo (1/1)    | 1998.                                                                                           | 2012.                               |